# Sportsklubben Brann 2005
Questa voce raccoglie le informazioni riguardanti lo Sportsklubben Brann nelle competizioni ufficiali della stagione 2005.

## Stagione
Il Brann chiuse la stagione al 6º posto in classifica, mentre l'avventura nel Norgesmesterskapet 2005 si chiuse ai quarti di finale, con l'eliminazione per mano del Vålerenga. I calciatori più utilizzati in stagione furono Ragnvald Soma e Robbie Winters con 34 presenze (26 in campionato, 4 nella coppa nazionale e 4 in Coppa UEFA). Charlie Miller fu invece il miglior marcatore, con 12 reti (6 in campionato, 4 nella coppa nazionale e 2 in Coppa UEFA).

## Maglie e sponsor
Lo sponsor tecnico per la stagione 2005 fu Umbro, mentre lo sponsor ufficiale fu Sparebanken Vest. La divisa casalinga fu composta da una maglietta rossa con inserti bianchi, pantaloncini bianchi e calzettoni rossi.
| Casa |

## Rosa
| N. |                      | Ruolo | Calciatore         |
| -- | -------------------- | ----- | ------------------ |
| 1  | Norvegia (bandiera)  | P     | Johan Thorbjørnsen |
| 3  | Norvegia (bandiera)  | D     | Ragnvald Soma      |
| 4  | Norvegia (bandiera)  | D     | Cato Guntveit      |
| 5  | Norvegia (bandiera)  | C     | Martin Knudsen     |
| 6  | Norvegia (bandiera)  | C     | Helge Haugen       |
| 7  | Scozia (bandiera)    | A     | Robbie Winters     |
| 8  | Norvegia (bandiera)  | C     | Martin Andresen    |
| 9  | Australia (bandiera) | A     | Dylan Macallister  |
| 10 | Norvegia (bandiera)  | A     | Bengt Sæternes     |
| 12 | Norvegia (bandiera)  | P     | Håkon Opdal        |
| 13 | Norvegia (bandiera)  | A     | Erik Huseklepp     |
| 13 | Norvegia (bandiera)  | C     | Erlend Storesund   |
| 14 | Norvegia (bandiera)  | C     | Arve Walde         |
| 15 | Norvegia (bandiera)  | D     | Erlend Hanstveit   |
| 16 | Scozia (bandiera)    | C     | Charlie Miller     |

| N. |                     | Ruolo | Calciatore              |
| -- | ------------------- | ----- | ----------------------- |
| 17 | Norvegia (bandiera) | D     | Christian Kalvenes      |
| 18 | Islanda (bandiera)  | C     | Ólafur Örn Bjarnason    |
| 19 | Norvegia (bandiera) | C     | Tom Sanne               |
| 20 | Norvegia (bandiera) | A     | Trond Fredrik Ludvigsen |
| 21 | Islanda (bandiera)  | D     | Kristján Örn Sigurðsson |
| 22 | Ghana (bandiera)    | D     | Michael Helegbe         |
| 23 | Norvegia (bandiera) | C     | Mads Århus Fjeldstad    |
| 24 | Norvegia (bandiera) | P     | Steffen Haraldsen       |
| 25 | Austria (bandiera)  | C     | Paul Scharner           |
| 26 | Norvegia (bandiera) | C     | Thor Jørgen Spurkeland  |
| 26 | Norvegia (bandiera) | D     | Knut Walde              |
| 27 | Norvegia (bandiera) | C     | Raymond Kvisvik         |
| 28 | Norvegia (bandiera) | D     | Fredrik Klock           |
| 29 | Norvegia (bandiera) | D     | Aleksander Andersen     |
| 29 | Norvegia (bandiera) | C     | Nicolai Misje           |

## Calciomercato

### Sessione invernale
| Acquisti         | Acquisti                | Acquisti      | Acquisti      |
| R.               | Nome                    | da            | Modalità      |
| ---------------- | ----------------------- | ------------- | ------------- |
| P                | Steffen Haraldsen       | Molde         | definitivo    |
| D                | Michael Helegbe         | Liberty Prof. | prestito      |
| D                | Kristján Örn Sigurðsson |               | svincolato    |
| Altre operazioni |                         |               |               |
| R.               | Nome                    | da            | Modalità      |
| C                | Tommy Knarvik           | Bryne         | fine prestito |

| Cessioni | Cessioni        | Cessioni | Cessioni   |
| R.       | Nome            | a        | Modalità   |
| -------- | --------------- | -------- | ---------- |
| D        | Jan Tore Ophaug | Odense   | definitivo |
| C        | Tommy Knarvik   | Sogndal  | definitivo |

### Sessione estiva
| Acquisti | Acquisti                | Acquisti   | Acquisti   |
| R.       | Nome                    | da         | Modalità   |
| -------- | ----------------------- | ---------- | ---------- |
| A        | Erik Huseklepp          | Fyllingen  | definitivo |
| A        | Trond Fredrik Ludvigsen | Bodø/Glimt | definitivo |

| Cessioni | Cessioni         | Cessioni    | Cessioni   |
| R.       | Nome             | a           | Modalità   |
| -------- | ---------------- | ----------- | ---------- |
| D        | Knut Walde       | Løv-Ham     | definitivo |
| C        | Raymond Kvisvik  | Fredrikstad | definitivo |
| C        | Erlend Storesund | Løv-Ham     | prestito   |

## Risultati

### Eliteserien

#### Girone di andata
| Arbitro: | Sandmoen (Kjelsås) |

|                          |           |  |
| Scharner 31’ Winters 63’ | Marcatori |  |

| Arbitro: | Olsen (Kristiansand) |

|                |           |              |
| Berre 47’, 90’ | Marcatori | 50’ Sæternes |

| Bergen 25 aprile 2005, ore 19:00 3ª giornata | Brann         | 0 – 0 referto | Tromsø | Brann Stadion (14.664 spett.)\| Arbitro: \| Øvrebø (Oslo) \| |
| Arbitro:                                     | Øvrebø (Oslo) |               |        |                                                              |

| Arbitro: | Olsen (Kristiansand) |

|           |           |                                                |
| Olsen 77’ | Marcatori | 26’ Winters 56’ (aut.) dos Santos 90’ Sæternes |

| Arbitro: | Olsen (Kristiansand) |

|                         |           |                                           |
| Scharner 5’ Winters 59’ | Marcatori | 59’ Ludvigsen 22’ (rig.), 38’ Sakariassen |

| Arbitro: | Staberg (Harstad) |

|                      |           |                               |
| Viikmäe 72’ Wiig 74’ | Marcatori | 16’ Kvisvik 18’, 26’ Sæternes |

| Arbitro: | Skjerven (Kaupanger) |

|                                                           |           |                      |
| Soma 30’ Sæternes 35’, 57’, 66’ Kvisvik 52’ Bjarnason 60’ | Marcatori | 45’ Mifsud 86’ Koren |

| Arbitro: | Moen (Haugesund) |

|                                          |           |                           |
| Johnsen 41’ Pedersen 86’ Midttun Lie 90’ | Marcatori | 50’ Scharner 69’ Andresen |

| Arbitro: | Alseth (Stjørdal) |

|                                                        |           |  |
| Miller 1’ Scharner 37’ Kvisvik 57’ (rig.) Sæternes 64’ | Marcatori |  |

| Stavanger 13 giugno 2005, ore 19:00 10ª giornata | Viking               | 0 – 0 referto | Brann | Viking Stadion (14.616 spett.)\| Arbitro: \| Olsen (Kristiansand) \| |
| Arbitro:                                         | Olsen (Kristiansand) |               |       |                                                                      |

| Arbitro: | Øvrebø (Oslo) |

|                                        |           |              |
| Miller 6’ (rig.), 30’, 89’ Kvisvik 65’ | Marcatori | 12’ Storflor |

| Skien 26 giugno 2005, ore 18:00 12ª giornata | Odd Grenland      | 0 – 0 referto | Brann | Odd Stadion (4.075 spett.)\| Arbitro: \| Edvartsen (Hamar) \| |
| Arbitro:                                     | Edvartsen (Hamar) |               |       |                                                               |

| Arbitro: | Moen (Haugesund) |

|                          |           |  |
| Winters 28’ Scharner 90’ | Marcatori |  |

#### Girone di ritorno
| Arbitro: | Alseth (Stjørdal) |

|                             |           |             |
| Ohr 14’ Rudi 19’ Kallio 53’ | Marcatori | 51’ Winters |

| Arbitro: | Skjerven (Kaupanger) |

|              |           |                                   |
| Sæternes 18’ | Marcatori | 26’ (rig.) Iversen 55’ dos Santos |

| Arbitro: | Sandmoen (Kjelsås) |

|          |           |             |
| Årst 63’ | Marcatori | 39’ Winters |

| Bergen 7 agosto 2005, ore 18:00 17ª giornata | Brann           | 0 – 0 referto | Aalesund | Brann Stadion (14.115 spett.)\| Arbitro: \| Berntsen (Vang) \| |
| Arbitro:                                     | Berntsen (Vang) |               |          |                                                                |

| Arbitro: | Krokdal |

|                               |           |             |
| Brattbakk 40’ Sakariassen 74’ | Marcatori | 58’ Knudsen |

| Arbitro: | Edvartsen (Hamar) |

|                                                               |           |  |
| Huseklepp 1’ Macallister 57’ Andresen 62’ (rig.) Scharner 90’ | Marcatori |  |

| Arbitro: | Øvrebø (Oslo) |

|                 |           |  |
| Soma 28’ (aut.) | Marcatori |  |

| Arbitro: | Sandmoen (Kjelsås) |

|             |           |  |
| Winters 54’ | Marcatori |  |

| Arbitro: | Berntsen (Vang) |

|          |           |  |
| Obasi 9’ | Marcatori |  |

| Arbitro: | Staberg (Harstad) |

|                          |           |               |
| Miller 65’ Hanstveit 84’ | Marcatori | 18’ Østenstad |

| Arbitro: | Olsen (Kristiansand) |

|                                            |           |             |
| Helstad 35’ Skjelbred 36’ Johnsen 49’, 69’ | Marcatori | 41’ Knudsen |

| Arbitro: | Sandmoen (Kjelsås) |

|                        |           |                     |
| Winters 10’ Miller 75’ | Marcatori | 15’ Occéan 68’ Ruud |

| Arbitro: | Skjerven (Kaupanger) |

|            |           |                 |
| Bjerke 31’ | Marcatori | 78’ Macallister |

### Norgesmesterskapet
| Arbitro: | Olsen |

|  |           |                                                        |
|  | Marcatori | 16’ Hanstveit 30’, 47’, 56’ Macallister 86’ Spurkeland |

| Arbitro: | Kristiansen Toppe |

|                  |           |                                               |
| Sanne 79’ (aut.) | Marcatori | 31’ (rig.) Kvisvik 72’ Hanstveit 90’ Sæternes |

| Arbitro: | Helgerud (Lier) |

|  |           |            |
|  | Marcatori | 44’ Miller |

| Arbitro: | Berntsen (Vang) |

|                              |           |                     |
| Guntveit 13’ Miller 64’, 73’ | Marcatori | 41’ Holm 90’ Hoseth |

| Arbitro: | Staberg (Harstad) |

|                  |           |            |
| Hulsker 15’, 24’ | Marcatori | 61’ Miller |

### Coppa UEFA
| Bergen 11 agosto 2005, ore 19:00 Secondo turno di qualificazione - Andata | Brann     | 0 – 0 referto | Allianssi | Brann Stadion\| Arbitro: \| Ishchenko \| |
| Arbitro:                                                                  | Ishchenko |               |           |                                          |

| Arbitro: | Malcolm |

|  |           |                          |
|  | Marcatori | 58’ Ludvigsen 88’ Miller |

| Arbitro: | van Egmond |

|             |           |                           |
| Winters 45’ | Marcatori | 71’ Ruopolo 77’ Lebedenko |

| Arbitro: | Nobs |

|                                            |           |                            |
| Los'kov 61’ Asatiani 77’ Biljaletdinov 90’ | Marcatori | 45’ Macallister 74’ Miller |

## Statistiche

### Statistiche di squadra
| Competizione       | Punti | In casa | In casa | In casa | In casa | In casa | In casa | In trasferta | In trasferta | In trasferta | In trasferta | In trasferta | In trasferta | Totale | Totale | Totale | Totale | Totale | Totale | DR  |
| Competizione       | Punti | G       | V       | N       | P       | Gf      | Gs      | G            | V            | N            | P            | Gf           | Gs           | G      | V      | N      | P      | Gf     | Gs     | DR  |
| ------------------ | ----- | ------- | ------- | ------- | ------- | ------- | ------- | ------------ | ------------ | ------------ | ------------ | ------------ | ------------ | ------ | ------ | ------ | ------ | ------ | ------ | --- |
| Eliteserien        | 37    | 13      | 8       | 3       | 2       | 30      | 11      | 13           | 2            | 4            | 7            | 14           | 21           | 26     | 10     | 7      | 9      | 44     | 32     | +12 |
| Norgesmesterskapet | -     | 1       | 1       | 0       | 0       | 3       | 2       | 4            | 3            | 0            | 1            | 10           | 3            | 5      | 4      | 0      | 1      | 13     | 5      | +8  |
| Coppa UEFA         | -     | 2       | 0       | 1       | 1       | 1       | 2       | 2            | 1            | 0            | 1            | 4            | 3            | 4      | 1      | 1      | 2      | 5      | 5      | 0   |
| Totale             | -     | 16      | 9       | 4       | 3       | 34      | 15      | 19           | 6            | 4            | 9            | 28           | 27           | 35     | 15     | 8      | 12     | 62     | 42     | +20 |

### Andamento in campionato
| Giornata  | 1 | 2 | 3 | 4 | 5 | 6 | 7 | 8 | 9 | 10 | 11 | 12 | 13 | 14 | 15 | 16 | 17 | 18 | 19 | 20 | 21 | 22 | 23 | 24 | 25 | 26 |
| --------- | - | - | - | - | - | - | - | - | - | -- | -- | -- | -- | -- | -- | -- | -- | -- | -- | -- | -- | -- | -- | -- | -- | -- |
| Luogo     | C | T | C | T | C | T | C | T | C | T  | C  | T  | C  | T  | C  | T  | C  | T  | C  | T  | C  | T  | C  | T  | C  | T  |
| Risultato | V | P | N | V | P | V | V | V | V | N  | V  | N  | V  | P  | P  | N  | N  | P  | V  | P  | V  | P  | V  | P  | N  | N  |
| Posizione |   |   |   |   |   |   |   |   |   |    |    |    |    |    |    |    |    |    |    |    |    |    |    |    |    | 6  |

Fonte:  Tippeligaen 2005, su altomfotball.no, Altomfotball. URL consultato il 20 ottobre 2014 (archiviato dall'url originale il 9 ottobre 2014).
Legenda:

Luogo: C = Casa; T = Trasferta. Risultato: V = Vittoria; N = Pareggio; P = Sconfitta.

### Statistiche dei giocatori
| A. Andersen        | 0  | 0 | 0 | 0 | 0 | 0 | 0 | 0 | 0 | 0 | 0 | 0 | 0  | 0  | 0 | 0 |
| M. Andresen        | 17 | 2 | 2 | 0 | 1 | 0 | 0 | 0 | 2 | 0 | 0 | 0 | 20 | 2  | 2 | 0 |
| M. Århus Fjeldstad | 0  | 0 | 0 | 0 | 0 | 0 | 0 | 0 | 0 | 0 | 0 | 0 | 0  | 0  | 0 | 0 |
| Ó. Bjarnason       | 17 | 1 | 1 | 1 | 3 | 0 | 0 | 0 | 1 | 0 | 0 | 0 | 21 | 1  | 1 | 1 |
| C. Guntveit        | 11 | 0 | 1 | 0 | 1 | 1 | 0 | 0 | 0 | 0 | 0 | 0 | 12 | 1  | 1 | 0 |
| E. Hanstveit       | 22 | 1 | 2 | 0 | 4 | 2 | 0 | 0 | 4 | 0 | 0 | 0 | 30 | 3  | 2 | 0 |
| S. Haraldsen       | 0  | 0 | 0 | 0 | 0 | 0 | 0 | 0 | 0 | 0 | 0 | 0 | 0  | 0  | 0 | 0 |
| H. Haugen          | 15 | 0 | 4 | 0 | 4 | 0 | 1 | 0 | 4 | 0 | 0 | 0 | 23 | 0  | 5 | 0 |
| M. Helegbe         | 2  | 0 | 0 | 0 | 0 | 0 | 0 | 0 | 2 | 0 | 0 | 0 | 4  | 0  | 0 | 0 |
| E. Huseklepp       | 9  | 1 | 0 | 0 | 0 | 0 | 0 | 0 | 0 | 0 | 0 | 0 | 9  | 1  | 0 | 0 |
| C. Kalvenes        | 6  | 0 | 1 | 0 | 2 | 0 | 1 | 0 | 0 | 0 | 0 | 0 | 8  | 0  | 2 | 0 |
| F. Klock           | 3  | 0 | 0 | 0 | 2 | 0 | 1 | 0 | 2 | 0 | 0 | 0 | 7  | 0  | 1 | 0 |
| M. Knudsen         | 20 | 2 | 3 | 0 | 5 | 0 | 0 | 0 | 3 | 0 | 0 | 0 | 28 | 2  | 3 | 0 |
| R. Kvisvik         | 1  | 0 | 0 | 0 | 2 | 0 | 0 | 0 | - | - | - | - | 3  | 0  | 0 | 0 |
| T. Ludvigsen       | 1  | 0 | 0 | 0 | 1 | 0 | 0 | 0 | 1 | 1 | 0 | 0 | 3  | 1  | 0 | 0 |
| D. Macallister     | 16 | 2 | 1 | 0 | 3 | 3 | 0 | 0 | 2 | 1 | 0 | 1 | 21 | 6  | 1 | 1 |
| C. Miller          | 23 | 6 | 5 | 0 | 3 | 4 | 0 | 0 | 4 | 2 | 0 | 0 | 30 | 12 | 5 | 0 |
| N. Misje           | 1  | 0 | 0 | 0 | 0 | 0 | 0 | 0 | 0 | 0 | 0 | 0 | 1  | 0  | 0 | 0 |
| H. Opdal           | 24 | 0 | 0 | 0 | 4 | 0 | 0 | 0 | 4 | 0 | 0 | 1 | 32 | 0  | 0 | 1 |
| B. Sæternes        | 18 | 9 | 3 | 0 | 1 | 1 | 0 | 0 | 1 | 0 | 1 | 0 | 20 | 10 | 4 | 0 |
| T. Sanne           | 16 | 0 | 0 | 0 | 5 | 0 | 0 | 0 | 3 | 0 | 0 | 0 | 24 | 0  | 0 | 0 |
| P. Scharner        | 25 | 6 | 4 | 0 | 4 | 0 | 0 | 0 | 4 | 0 | 1 | 0 | 33 | 6  | 5 | 0 |
| K. Sigurðsson      | 24 | 0 | 1 | 0 | 5 | 0 | 0 | 0 | 4 | 0 | 1 | 0 | 33 | 0  | 2 | 0 |
| R. Soma            | 26 | 1 | 1 | 0 | 4 | 0 | 0 | 0 | 4 | 0 | 1 | 0 | 34 | 1  | 2 | 0 |
| T. Spurkeland      | 1  | 0 | 0 | 0 | 1 | 1 | 0 | 0 | 0 | 0 | 0 | 0 | 2  | 1  | 0 | 0 |
| E. Storesund       | 1  | 0 | 0 | 0 | 2 | 0 | 0 | 0 | - | - | - | - | 3  | 0  | 0 | 0 |
| J. Thorbjørnsen    | 2  | 0 | 0 | 0 | 1 | 0 | 0 | 0 | 1 | 0 | 0 | 0 | 4  | 0  | 0 | 0 |
| A. Walde           | 8  | 0 | 0 | 0 | 2 | 0 | 0 | 0 | 4 | 0 | 1 | 0 | 14 | 0  | 1 | 0 |
| K. Walde           | 1  | 0 | 0 | 0 | 0 | 0 | 0 | 0 | - | - | - | - | 1  | 0  | 0 | 0 |
| R. Winters         | 26 | 8 | 2 | 0 | 4 | 0 | 0 | 0 | 4 | 1 | 0 | 0 | 34 | 9  | 2 | 0 |